# See You on the Other Side
| 전문가 평가          | 전문가 평가 |
| 총 점수              | 총 점수     |
| 출처                 | 점수        |
| -------------------- | ----------- |
| 메타크리틱           | 64/100      |
| 평가 점수            |             |
| 출처                 | 점수        |
| AllMusic             | [ 5 ]       |
| Blabbermouth.net     | 6/10        |
| Blender              | [ 7 ]       |
| Drowned in Sound     | 4/10        |
| Entertainment Weekly | B+          |
| The Gauntlet         | [ 9 ]       |
| IGN                  | 7.7/10      |
| The New York Times   | Positive    |
| NME                  | 5/10        |
| Q                    | [ 13 ]      |
| Rolling Stone        | [ 14 ]      |
| Virgin Media         | [ 15 ]      |
| Yahoo! Music         | 3/10        |

《See You on the Other Side》는 미국의 누 메탈 밴드 콘의 일곱 번째 스튜디오 음반이다. 이 음반은 2005년 12월 6일, 버진 레코드에 의해 발매되었다. 이 음반은 오랜 기타리스트 브라이언 웰치가 떠난 후 처음으로 발매된 4인조 음반이며, 2006년 12월, 밴드를 떠나기 전 오리지널 드러머 데이비드 실버리아와 함께한 마지막 음반이다. 이 음반은 2006년 1월 12일, 미국에서 처음 골드 인증을 받았으며, 이후 2006년 3월 16일, 플래티넘 레코드 인증을 받았다. 음반에서 콘은 다양한 음악 스타일을 실험하고 팝 음악 프로듀서 더 매트릭스와 협업하기도 했다.
음반에 대한 비판적인 반응은 대체로 긍정적이었다. 그러나 음반에 대한 비판은 더 매트릭스의 뮤지컬 제작과 작곡에 집중되었다.

## 커버 아트
음반에는 레이아웃 디자인과 미국 초현실주의/고딕 화가 데이비드 스투파키스의 오리지널 그림이 커버에 등장한다. 디럭스 스페셜 에디션에는 아티스트의 그림 11점이 추가 커버 아트로 등장한다.

## 상업적 성과
《See You on the Other Side》는 첫 주에 22만 장 이상 판매되었으며, 빌보드 200 차트에서 데뷔하여 3위에 올랐다. 이 음반은 34주 연속 차트 상위권에 머물렀다. 닐슨 사운드스캔에 따르면 미국에서 누적 120만 장이 판매되었다.

## 곡 목록
모든 곡들은 특별한 언급이 없는 한 콘과 더 매트릭스에 의해 작사/작곡하였다.
| #   | 제목                   | 작사·작곡                               | 재생 시간 |
| --- | ---------------------- | --------------------------------------- | --------- |
| 1.  | 〈Twisted Transistor〉 |                                         | 4:12      |
| 2.  | 〈Politics〉           |                                         | 3:16      |
| 3.  | 〈Hypocrites〉         |                                         | 3:49      |
| 4.  | 〈Souvenir〉           |                                         | 3:50      |
| 5.  | 〈10 or a 2-Way〉      | 콘, 더 매트릭스, 애티커스 로스          | 4:41      |
| 6.  | 〈Throw Me Away〉      | 콘, 더 매트릭스, A. 로스                | 4:41      |
| 7.  | 〈Love Song〉          | 콘, 더 매트릭스, A. 로스                | 4:41      |
| 8.  | 〈Open Up〉            | 콘, 더 매트릭스, A. 로스                | 6:15      |
| 9.  | 〈Coming Undone〉      |                                         | 3:19      |
| 10. | 〈Getting Off〉        |                                         | 3:25      |
| 11. | 〈Liar〉               |                                         | 4:14      |
| 12. | 〈For No One〉         |                                         | 3:37      |
| 13. | 〈Seen It All〉        |                                         | 6:19      |
| 14. | 〈Tearjerker〉         | 콘, 더 매트릭스, A. 로스, 레오폴드 로스 | 5:05      |

## 인증
| 국가                                                  | 인증     | 판매량/출하량 |
| ----------------------------------------------------- | -------- | ------------- |
| 오스트레일리아 (ARIA)                                 | 골드     | 35,000^       |
| 브라질 (Pro-Música Brasil)                            | 골드     | 50,000*       |
| 캐나다 (뮤직 캐나다)                                  | 골드     | 50,000^       |
| 독일 (BVMI)                                           | 골드     | 100,000^      |
| 뉴질랜드 (RMNZ)                                       | 플래티넘 | 15,000^       |
| 영국 (BPI)                                            | 실버     | 60,000*       |
| 미국 (RIAA)                                           | 플래티넘 | 1,000,000^    |
| *판매량을 기반으로 한 인증 ^출하량을 기반으로 한 인증 |          |               |